# 镇江经济技术开发区
镇江经济技术开发区，简称镇江新区，是中国江苏省镇江市下辖的一个开发区，由镇江市政府的派出机构镇江新区管理委员会管理，区划上隶属于京口区。镇江新区位于镇江市市区的东郊，2010年4月，成为国家级经济开发区，下辖大港街道、丁卯街道、大路镇、姚桥镇及丁岗镇，总面积218.9平方公里，人口约24万人。
镇江新区一般视为是镇江的一个独立行政单位，但统计时仍以京口区的名义计入。

## 交通
镇江新区拥有东方大港、镇江大港港，年吞吐年过亿吨，10万吨的巴拿马级货船可以可以乘潮进港，停泊港口码头。常规的7.5吨和5吨货船，可以随时停靠港口。
经镇江新区、扬中市、丹阳市市民的大力呼吁和镇江市政府的努力争取，连淮扬镇高铁镇江新区大港站正式获得国家铁路总公司的批准。大港站的设立极大地方便了东部城市老百姓的交通出行，同时为镇江东部地区城市建设提供了良好的契机，推动镇江地区的一体化和融合发展，为镇江城市发展开辟了新的战略布局。连淮扬镇铁路向东通过沪宁城际高铁镇江丹徒站连接上海方向，向西通过镇江站，连接南京方向。使得连淮扬镇铁路成为连接沪宁高铁和京沪高铁的一条重要辅线铁路。

## 文化與旅游
镇江新区作为镇江“东乡”文化的起源地，是当今镇江吴文化，吴方言保留最完整的地区。著名的镇江“东乡羊肉”、“京江脐”、“长鱼汤（面）”、“黄明节”、“华山畿”是周边大港、大路、姚桥、丹阳、扬中等地居民共同喜爱的饮食和文化。
辖区内还有著名的风景旅游区“圌山”、“邵隆禅寺”、“赵伯先上将军故居”、“赵氏佳成”、“烟墩山遗址公园”、“银山”、“华山古村”（被称为“江南第一村”。为吴文化时期部落的古村）、“儒里村”（朱熹后代为朱熹嫡裔八世孙朱亨三所建，为明清建筑，有康熙皇帝亲自书写赏赐的“朱氏祠堂”的牌匾--被称为“江南第一古祠），此外还有王氏宗祠为建于明末清初位于镇江新区大路镇王巷村古建筑，解氏宗祠建于建于明清两代位于镇江新区丁岗镇葛村，贾氏民居建于民国时期位于镇江新区大港街道厚角村古民居。
在镇江新区的东乡地区（包含大港镇，大路镇，姚桥镇，丁港镇，谏壁镇）保留了很多春秋战国时期的古墓。断山墩遗址是西周—春秋镇江新区丁岗镇平昌村古遗址，于2013年保护改建成遗址公园。烟墩山墓地位于江苏省镇江市大港镇东烟墩山南麓斜坡上60米方圆内，出土国宝级文物宜侯夨簋而闻名，宜侯夨簋是新中国成立以来出土的最重要青铜器之一，记载了武王、成王伐商、赏赐之事，又是西周初年井田制与奴隶制的重要佐证。铭文中提到封给“宜侯”土地、人民和青铜器。“宜侯”即吴侯，“宜”的地望即今镇江、丹徒一带，证明镇江有文字记载的历史是三千年。
在镇江丁卯地区的横山凹（横山主峰高139.8米），建有三茅宫道院，是江苏省道教三大圣地之一。三茅宫内建有供奉三茅真君--茅盈、茅固、茅衷三兄弟的神像，三茅宫三字为乾隆年间淡墨探花王文治所书，为镇宫之宝。宫前碧波荡漾，宫后山势环绕。尤奇者，正殿一侧有古井一 口，传可疗病；山后中峰又有盆形石槽，人称仙人盆，终年积水，即旱年水横有约半米。既是奇观，更成待解之谜。
2014年在镇江丁卯的横山凹建成了中华茶博园，里面建有大量从镇江地区和全国各地移建过来的徽派古建筑，整个茶博园占地323亩，总建筑面积2万多平方米，分茶园、茶文化展示区、茶文化体验区、陆羽纵馆区、茶艺会馆、娱乐活动区等；集古建筑、古文化、古茶树、古茶器、古井、山泉、溪流、茶艺会馆、茶艺培训、茶室、名人足迹纪念馆于一体。由于镇江丁卯地区自古就与茶有缘。1982年丁卯桥改造时出土了950余件唐代银茶器，这批银茶器与西安法门寺出土的皇家银茶器竟然出自于同一个丁卯的银器作坊，代表了盛唐时期工艺水平的最高峰，也结下了丁卯与茶的不解之缘。丁卯所处的甘露茶场也是目前最为古老且有史料可查的精美茶器具出产地之一。